# Contre-la-montre masculin aux championnats du monde de cyclisme sur route 2003
Navigation
2002 2004
Le contre-la-montre masculin des championnats du monde de cyclisme sur route 2003 a lieu le 9 octobre 2003 à Hamilton en Ontario, au Canada. Le titre de champion du monde est attribué à l'Australien Michael Rogers. Le vainqueur initial, David Millar a été déclassé après ses aveux de dopage en 2004.

## Parcours
Le parcours de 41,3 km, considéré comme difficile, consiste en deux tours d'un circuit comprenant deux côtes,.

## Participation
Le champion du monde en titre Santiago Botero est absent de cette course, de même que Jan Ullrich, vainqueur du contre-la-montre de Cap'Découverte durant le Tour de France, et Lance Armstrong.
David Millar, deuxième en 2001, est présenté comme le favori de cette course. Lors du récent Tour d'Espagne, il a remporté une étape (17e) et a fini deuxième de deux contre-la-montre individuel (6e et 13e étapes). Derrière Millar, les prétendants sont nombreux : l'Espagnol Isidro Nozal, qui a battu Millar à deux reprises sur cet exercice lors de la Vuelta dont il a pris la deuxième place finale, l'Allemand Michael Rich, deux fois vice-champion du monde et récent vainqueur du Grand Prix des Nations, ainsi que son compatriote Uwe Peschel, Michael Rogers, László Bodrogi, Fabian Cancellara, Viatcheslav Ekimov, Víctor Hugo Peña, Serhiy Honchar,.

## Déroulement et résultat de la course
David Millar domine ce contre-la-montre. Il devance Michael Rogers et Michael Rich de près d'une minute et demi. Rogers a été retardé par une crevaison à huit kilomètres de l'arrivée. Il estime toutefois qu'il n'aurait pas pu battre Millar. Cet incident aurait en revanche pu lui coûter la deuxième place : Rogers et Peschel ne sont séparés qu'une demi seconde,.

## Classement
À la suite des aveux de dopage de David Millar, celui-ci est déclassé. Michael Rogers se voit attribuer en septembre 2004 le titre de champion du monde, Michael Rich la médaille d'argent et Uwe Peschel la médaille de bronze.
|                           | Coureur        | Pays      |
| ------------------------- | -------------- | --------- |
| Médaille d'or, monde      | Michael Rogers | Australie |
| Médaille d'argent, monde  | Uwe Peschel    | Allemagne |
| Médaille de bronze, monde | Michael Rich   | Allemagne |

Le tableau suivant restitue le classement à l'issue de la course, avant le déclassement de David Millar.
|             | Coureur                   | Pays             |    | Temps         |
| ----------- | ------------------------- | ---------------- | -- | ------------- |
| 1           | David Millar              | Royaume-Uni      | en | 51 min 17 s 3 |
| 2           | Michael Rogers            | Australie        | +  | 1 min 25 s 1  |
| 3           | Uwe Peschel               | Allemagne        | +  | 1 min 25 s 6  |
| 4           | Michael Rich              | Allemagne        | +  | 1 min 35 s 7  |
| 5           | Isidro Nozal              | Espagne          | +  | 1 min 39 s 5  |
| 6           | Dario Frigo               | Italie           | +  | 1 min 51 s 5  |
| 7           | Viatcheslav Ekimov        | Russie           | +  | 1 min 58 s 4  |
| 8           | Marc Wauters              | Belgique         | +  | 2 min 07 s 3  |
| 9           | Michal Hrazdira           | Tchéquie         | +  | 2 min 13 s 3  |
| 10          | Bert Roesems              | Belgique         | +  | 2 min 15 s 8  |
| 11          | Benjamin Day              | Australie        | +  | 2 min 20 s 0  |
| 12          | Eugen Wacker              | Kirghizistan     | +  | 2 min 26 s 3  |
| DSQ         | Levi Leipheimer           | États-Unis       | +  | 2 min 36 s 2  |
| 14          | Bobby Julich              | États-Unis       | +  | 2 min 43 s 1  |
| 15          | László Bodrogi            | Hongrie          | +  | 2 min 45 s 1  |
| 16          | Evgueni Petrov            | Russie           | +  | 3 min 03 s 3  |
| 17          | Gustav Larsson            | Suède            | +  | 3 min 03 s 3  |
| 18          | Dmitriy Fofonov           | Kazakhstan       | +  | 3 min 05 s 0  |
| 19          | Fabian Cancellara         | Suisse           | +  | 3 min 05 s 2  |
| 20          | Sylvain Chavanel          | France           | +  | 3 min 07 s 1  |
| 21          | Serhiy Honchar            | Ukraine          | +  | 3 min 11 s 1  |
| 22          | Jean Nuttli               | Suisse           | +  | 3 min 13 s 8  |
| 23          | Eddy Seigneur             | France           | +  | 3 min 15 s 9  |
| 24          | Sergiy Matveyev           | Ukraine          | +  | 3 min 16 s 3  |
| 25          | Eric Wohlberg             | Canada           | +  | 3 min 29 s 6  |
| 26          | David McCann              | Irlande          | +  | 3 min 41 s 5  |
| 27          | Andrey Mizourov           | Kazakhstan       | +  | 3 min 54 s 9  |
| 28          | Dawid Krupa               | Pologne          | +  | 3 min 55 s 6  |
| 29          | Igor Pugaci               | Moldavie         | +  | 4 min 02 s 4  |
| 30          | Víctor Hugo Peña          | Colombie         | +  | 4 min 25 s 9  |
| 31          | Ruslan Ivanov             | Moldavie         | +  | 4 min 31 s 0  |
| 32          | Benoît Joachim            | Luxembourg       | +  | 4 min 36 s 0  |
| 33          | Bjørnar Vestøl            | Norvège          | +  | 4 min 38 s 9  |
| 34          | Magnus Bäckstedt          | Suède            | +  | 4 min 46 s 5  |
| 35          | Róbert Nagy               | Slovaquie        | +  | 4 min 50 s 9  |
| 36          | Marlon Pérez              | Colombie         | +  | 5 min 11 s 4  |
| 37          | Glen Mitchell             | Nouvelle-Zélande | +  | 5 min 15 s 0  |
| 38          | Paweł Zugaj               | Pologne          | +  | 5 min 38 s 3  |
| 39          | Jean-François Laroche     | Canada           | +  | 6 min 19 s 6  |
| 40          | Tomas Vaitkus             | Lituanie         | +  | 6 min 24 s 1  |
| 41          | Mitja Mahorič             | Slovénie         | +  | 6 min 36 s 5  |
| 42          | Attila Arvai              | Hongrie          | +  | 8 min 53 s 7  |
| disqualifié | Raivis Belohvoščiks       | Lettonie         | +  |               |
| abandon     | Igor González de Galdeano | Espagne          | +  |               |
| non-partant | Sergei Krushevskiy        | Ouzbékistan      | +  |               |